# Whisky de grano
El whisky de grano, en inglés Grain whisky es aquel whisky elaborado con al menos un tipo de grano distinto a la cebada, por ejemplo trigo, maíz o centeno. Algunos whiskies de grano también pueden contener whisky de cebada, pero no de forma exclusiva. El whisky que se elabora únicamente a partir de cebada se denomina whisky de malta. Es decir, tanto el whisky de malta como el whisky de grano se elaboran a partir del grano de malta. El término whisky de grano se utiliza especialmente cuando se habla de whisky escocés.
Aunque la adopción del trigo ha tenido mucho éxito en la sustitución del maíz, todavía existen algunas preocupaciones con respecto a las dificultades para manipular este cereal en la destilería. Estos resultan de la viscosidad más alta, asociada con el trigo, que puede afectar el manejo eficiente de las corrientes de proceso (cocción, maceración) y, lo que es más grave, con la recuperación de coproductos (lavado gastado / granos gastados). Aunque la economía puede ser menos favorable, el maíz todavía se considera superior al trigo porque produce mayores rendimientos de alcohol y presenta menos problemas de procesamiento. Se considera que cereales como el sorgo y el mijo tienen características similares al maíz.
El whisky de grano se destila típicamente en un alambique de columna, también conocida como patente o alambique de Coffey, en honor a Aeneas Coffey, quien mejorara el alambique de columna en 1831.
Debido al mayor contenido de alcohol que se consigue con un alambique patente, el whisky de grano suele caracterizarse por tener un sabor más ligero y menos complejo que el whisky de malta, que se produce en un alambique de pera.
El whisky de grano juega un papel importante en la producción de whisky escocés, dado que se utiliza para elaborar whiskies mezclados, que suponen aprox. el 90% de las ventas de whisky escocés.
En Escocia, el whisky de grano puro raramente se embotella directamente sino que se suele utilizar con whisky de malta para elaborar whiskies mezclados. Su ligereza (en términos comparativos) se suele utilizar para suavizar las características más ásperas que suelen caracterizar a los maltas puros. En ocasiones se pueden encontrar whiskies de grano con cierta edad que se venden como "whisky de grano puro". Los mejores de estos últimos se consideran de la una calidad equivalente a los maltas puros.

## Destilerías de grano
El whisky de grano se suele elaborar en siete destilerías escocesas: Port Dundas Grain Distillery en Glasgow y Cameron Bridge Grain Distillery en Fife, propiedad de Diageo; la North British Distillery en Gorgie, Edinburgh, propiedad conjunta de Diageo y The Edrington Group; Invergordon Grain Distillery, que pertenece a Whyte and Mackay; Strathclyde Grain Distillery en los Gorbals, Glasgow, propiedad de Pernod Ricard; Girvan Grain Distillery, perteneciente a William Grant & Sons; y la Loch Lomond Distillery en Alexandria.
Algunas destilerías de whisky de grano que ya no están activas incluyen a: Dumbarton Grain Distillery (1938-2002) propiedad de Allied Domecq; Carsebridge Grain Distillery en Alloa (1925-1983), the Caledonian Grain Distillery en Haymarket (Edinburgh), Edinburgh (1855-1988) y Cambus Grain Distillery en Tullibody (1806-1993), entonces propiedad de United Distillers.